# رهبانیت

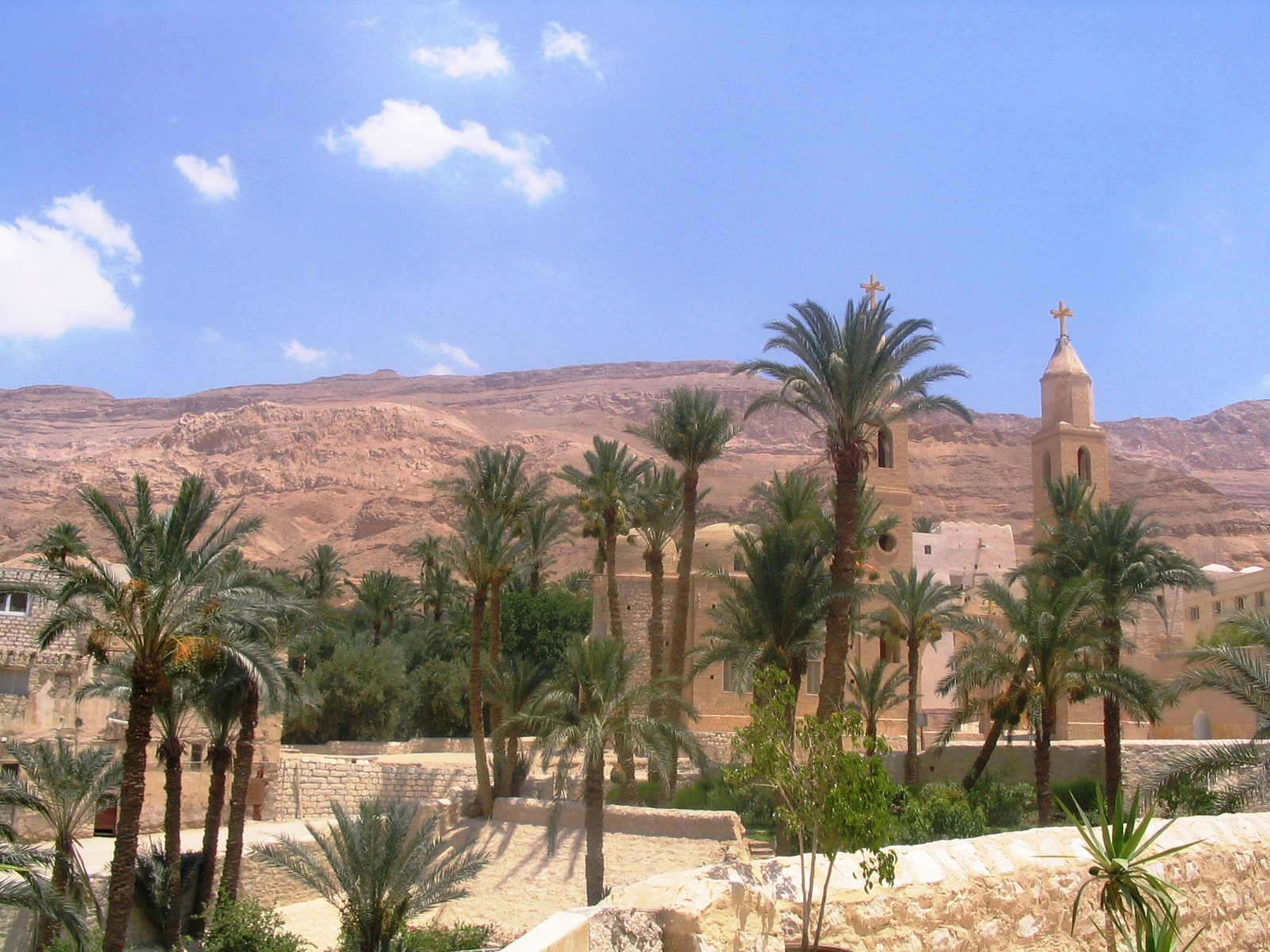
صومعه سنت آنتونی در مصر که بر روی آرامگاه آنتونی بزرگ، پدر رهبانیت مسیحی، ساخته شده است.

رُهبانیت، دیرنشینی، یا ترک دنیا، شیوه‌ای است که برخی از معتقدان به بعضی مذاهب در زندگی در پیش می‌گیرند و معمولاً شامل دوری از بیشتر جنبه‌های مادی زندگی و توجه بسیار به عبادت است. کسانی که به رهبانیت می‌پردازند راهب (مرد) یا راهبه (زن) نامیده می‌شوند.

## نام
«رُهبانیت» (به عربی: رهبانیة) یک اسم مصدر عربی و مأخوذ از ریشه «ر ه ب» به‌معنای «ترس» است، و به عمل کسی گفته می‌شود که از خدا می‌ترسد و به عبادتش می‌پردازد. به کسی که طریقهٔ رهبانیت پیشه می‌کند «راهب» می‌گویند؛ و راهب آن است که از مردم کناره‌می‌گیرد و از خوردن گوشت و غذاهای لذیذ امتناع می‌کند و جامهٔ خشن بر تن می‌کند و بعضاً بیضه‌های خود را می‌برد تا دفع شهوت کند.

## فرقه‌ها
راهبان معمولاً عضو فرقه‌ای هستند و از این نظر با گوشه‌گیران و عابدان منفرد فرق دارند. فرقه‌های رهبانیت گاه در صومعه یا مدرسه‌های دینی زندگی می‌کنند و کم‌تر در اجتماعات ظاهر می‌شوند.

## رهبانیت در مذاهب
اگر چه در مذاهب مختلف سنت‌های رهبانیت وجود داشته و دارد، اما راهبان بودایی و مسیحی شناخته شده‌تر هستند. در اسلام رهبانیت (از جمله به استناد حدیث «لا رهبانیة فی‌الاسلام»، منسوب به پبامبر اسلام) نهی شده است اما برخی از فرقه‌های اسلامی آیین‌ها و شیوهٔ زندگی راهبانه دارند.

## زندگی یک راهب از نظر سن بندیکت
سن بندیکت آن‌چه را که به اعتقاد او زندگی راهبانه می‌بایست باشد و راهبان چگونه باید رفتار کنند در نظامنامهٔ خود توصیف کرد.
در این‌جا به برخی از این بایستگی‌های زندگی راهبانه می پردازیم.
۳۳ آیا راهبان حق دارند چیزی ازان خود را داشته باشند؟
نه مطلقاً نه بدون دستور، مدیر صومعه نباید چیزی در صومعه رد و بدل شود نه یک کتاب نه حتی یک میز تحریر همه چیز باید به صورت عموم در صومعه در اختیار قرار بگیرد. اگر معلوم شود که کسی به این کار پلید دل خوش کرده باید مجازات شود ...
۴۸ سن بندیکت در باب فعالیت بدنی گفته:
تنبلی دشمن روح است و از این رو راهبان باید به کار بدنی مشغول شوند و ...
۵۴ آیا یک راهب اجازهٔ دریافت یک نامه و امثال آن را دارد؟
یک راهب به هیچ عنوان حق ندارد بدون اجازهٔ مدیر صومعه از هر کسی از جمله خویشان و خانواده نامه هدیه و امثال آن را دریافت کند.
۵۳ سن بندیکت در باب پذیرش مهمان گفته:
همهٔ مهمانان را باید چنان پذیرفت که انگار حضرت مسیح هستند.